# Миноносец №130
№ 130 — один из 25 миноносцев типа «Пернов», построенных для Российского Императорского флота.

## История корабля
Заложен в июне 1896 года, спущен в августе 1897 года, вступил в строй в 1900 году. 8 февраля 1911 года сдан к Кронштадтскому военному порту для разоружения, демонтажа и реализации с исключением из списков Балтийского флота.